# Dewa
Dewa är en ort i Indien.   Den ligger i distriktet Bāra Banki och delstaten Uttar Pradesh, i den centrala delen av landet, 400 km öster om huvudstaden New Delhi. Dewa ligger 128 meter över havet och antalet invånare är 14 375.
Terrängen runt Dewa är mycket platt. Runt Dewa är det tätbefolkat, med 591 invånare per kvadratkilometer. Närmaste större samhälle är Nawabganj, 12,1 km söder om Dewa. Trakten runt Dewa består till största delen av jordbruksmark.